# Eileen Hiscock
Eileen May Hiscock, coniugata Wilson (Londra, 25 agosto 1909 – Londra, 3 settembre 1958), è stata una velocista britannica, vincitrice nella staffetta 4×100 metri della medaglia di bronzo ai Giochi olimpici del 1932 e dell'argento ai Giochi olimpici del 1936 a Berlino.

## Biografia
Ai Giochi olimpici di Los Angeles del 1932 vinse il bronzo  nella staffetta 4×100 metri con le compagne di nazionale Gwen Porter, Violet Webb e Nellie Halstead. Nella stessa edizione giunse 5ª nei 100 metri.
Nelle successive edizioni dei Giochi olimpici vinse la medaglia d'argento, nuovamente nella 4×100 metri, con Violet Olney, Audrey Brown e Barbara Burke.
Ai Giochi dell'Impero Britannico del 1934 vinse 3 ori e un argento.

## Palmarès
| Anno                                | Manifestazione                | Sede        | Evento          | Risultato  | Prestazione | Note |
| ----------------------------------- | ----------------------------- | ----------- | --------------- | ---------- | ----------- | ---- |
| In rappresentanza del Regno Unito   |                               |             |                 |            |             |      |
| 1930                                | Giochi mondiali femminili     | Praga       | 4×100 metri     | Argento    | n/d         |      |
| 1932                                | Giochi olimpici               | Los Angeles | 100 metri       | 5ª         | 12"3        |      |
| 1932                                | Giochi olimpici               | Los Angeles | 4×100 metri     | Bronzo     | 47"6        |      |
| 1934                                | Giochi mondiali femminili     | Londra      | 100 metri       | Bronzo     | n/d         |      |
| 1934                                | Giochi mondiali femminili     | Londra      | 200 metri       | Bronzo     | n/d         |      |
| 1936                                | Giochi olimpici               | Berlino     | 100 metri       | Semifinale | n/d         |      |
| 1936                                | Giochi olimpici               | Berlino     | 4×100 metri     | Argento    | 47"6        |      |
| In rappresentanza dell' Inghilterra |                               |             |                 |            |             |      |
| 1934                                | Giochi dell'Impero Britannico | Londra      | 100 iarde       | Oro        | 11"3        |      |
| 1934                                | Giochi dell'Impero Britannico | Londra      | 220 iarde       | Oro        | 25"0        |      |
| 1934                                | Giochi dell'Impero Britannico | Londra      | 3×110/220 iarde | Oro        | 49"4        |      |
| 1934                                | Giochi dell'Impero Britannico | Londra      | 4×110/220 iarde | Argento    | n/d         |      |